# CSAG3
CSAG3 (англ. CSAG family member 3) – білок, який кодується однойменним геном, розташованим у людей на довгому плечі X-хромосоми. Довжина поліпептидного ланцюга білка становить 127 амінокислот, а молекулярна маса — 14 430.
| 10         |  | 20         |  | 30         |  | 40         |  | 50         |
| ---------- |  | ---------- |  | ---------- |  | ---------- |  | ---------- |
| MWMGLIQLVE |  | GVKRKDQGFL |  | EKEFYHKTNI |  | KMRCEFLACW |  | PAFTVLGEAW |
| RDQVDWSRLL |  | RDAGLVKMSR |  | KPRASSPLSN |  | NHPPTPKRRG |  | SGRHPLNPGP |
| EALSKFPRQP |  | GREKGPIKEV |  | PGTKGSP    |  |            |  |            |

A: Аланін

C: Цистеїн

D: Аспарагінова кислота

E: Глутамінова кислота

F: Фенілаланін

G: Гліцин

H: Гістидин

I: Ізолейцин

K: Лізин

L: Лейцин

M: Метіонін

N: Аспарагін

P: Пролін

Q: Глутамін

R: Аргінін

S: Серин

T: Треонін

V: Валін

W: Триптофан

Задіяний у такому біологічному процесі, як альтернативний сплайсинг. 